# Moteur bicylindre boxer Citroën
Le moteur bicylindre boxer Citroën connu également sous le nom vernaculaire de « moteur de Citroën 2 CV » est un moteur thermique automobile à combustion interne, essence quatre-temps, avec deux cylindres à plat ou flat-twin de type boxer, bloc-moteur en alliage d'aluminium, cylindres en fonte munis d'ailettes de refroidissement, refroidi par air forcé, doté d’un vilebrequin à deux paliers, avec arbre à cames central sous le vilebrequin entraîné par une distribution par pignons, culbuteurs actionnés par tiges, culasses en aluminium munies d'ailettes de refroidissement avec chambres hémisphériques, deux soupapes en tête par culasse, développé puis produit par Citroën à la fin des années 1940 pour équiper la Citroën 2 CV. De conception simple, il a disparu avec les dernières 2 CV en 1990, l'investissement nécessaire pour le mettre aux normes anti-pollution ayant été jugé excessif. Près de dix millions de voitures ont été propulsées par ce petit moteur.

## Choix de conception
Lorsque le projet d'une voiture pour tous a été lancé dans les années 1930, le choix d'un moteur devait être en accord avec la philosophie de l'ensemble : simple, robuste, fiable, économique.
La décision d'adopter une puissance administrative de 2 CV est une contrainte sévère sur la conception : d'entrée, elle limite la cylindrée à moins de 500 cm3, ce qui restreint le nombre de cylindres à 2, en raison des frottements.
L'utilisation voulue de l'automobile tout temps, pose certains problèmes pour le refroidissement par circuit liquide (gel de l'eau à basse température), de plus ce système consomme plus d'énergie du fait qu'il entraine une pompe à eau donc (pertes mécaniques). Le refroidissement par air est donc moins coûteux à l'entretien. L'efficacité du refroidissement est en plus meilleure si les cylindres sont séparés entre eux, et dans ce cas opposés.
Au début du projet, les premiers prototypes de la TPV en essai sur les pistes du centre de La Ferté-Vidame, sont mus par des moteurs empruntés à des motocyclettes. Ce choix temporaire a certainement influencé les ingénieurs de Citroën, en particulier Walter Becchia qui a dressé les plans du moteur définitif et qui aurait été inspiré de la moto BMW R12 personnelle du designer Flaminio Bertoni. Cependant le moteur de la moto est à soupapes latérales et refroidissement par air, alors que celui définitif de la TPV était à soupapes en tête et refroidissement liquide, 325 cm3 et 8 ch à 3 200 tr/min.
Les premières 2 CV sortent finalement en 1949 avec un moteur à « refroidissement par air forcé » de 375 cm3, développant 9 ch SAE. L'auto ne va pas vite (65 km/h) mais rencontre le succès populaire attendu. La puissance sera progressivement augmentée, soit en modifiant le taux de compression, soit en augmentant la cylindrée, ou encore la modification de la carburation.
Avec la cylindrée à 602 cm3, la puissance administrative passe à 3 CV. Toutefois, même avec cette cylindrée, la 2 CV conservera cette appellation commerciale.
La dernière évolution de ce moteur concernera les Visa et LNA qui afficheront 3 et 4 CV, la cylindrée passe à 652 cm3 et des améliorations techniques significatives sont apportées : bloc nouveau, allumage électronique intégral, cylindres en aluminium revêtus de Nicasil, vilebrequin trois paliers, circuit de graissage optimisé, permettant une réduction de la consommation spécifique de carburant.

## Description détaillée

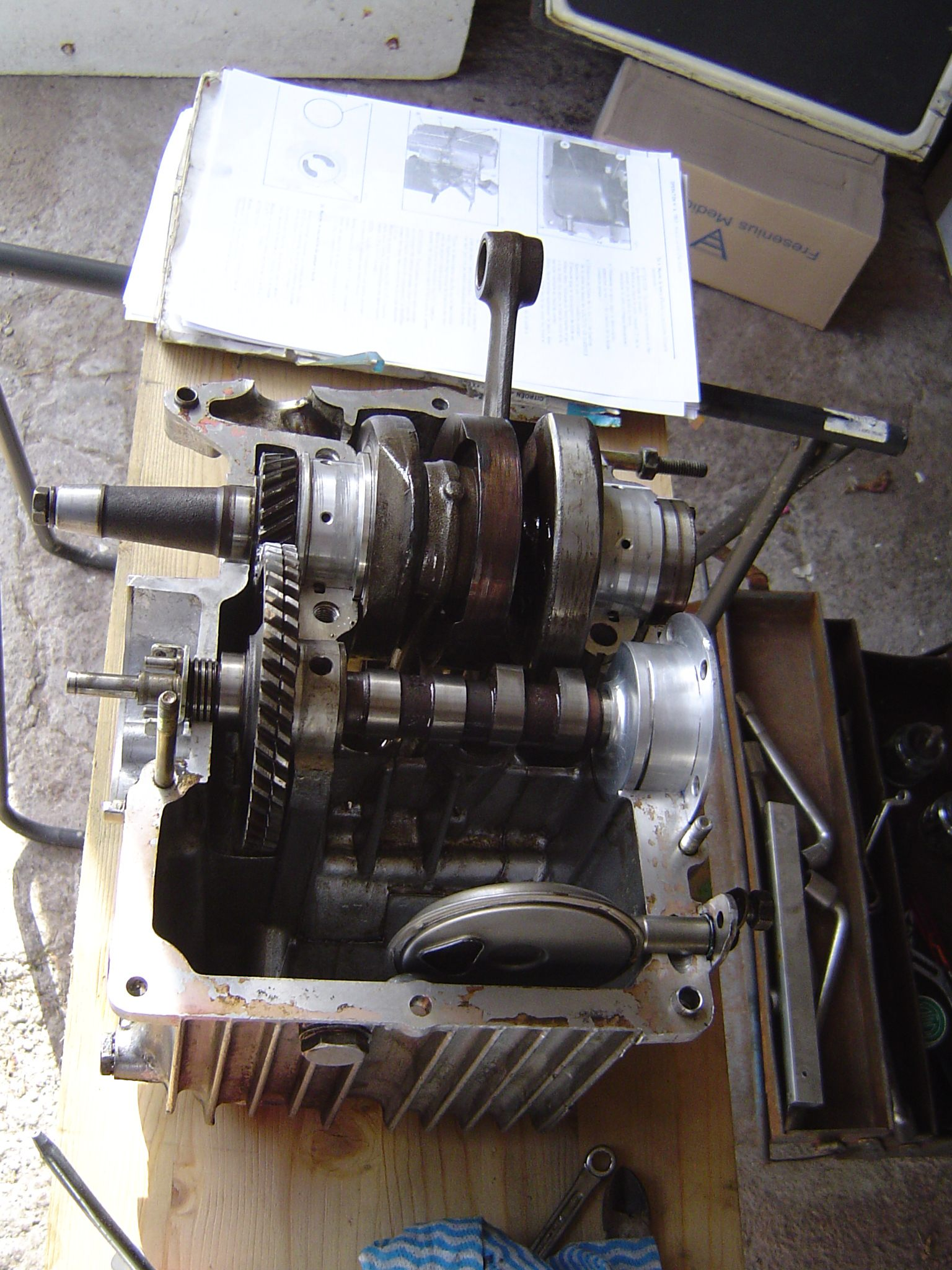
Flat-twin 2 CV (moteur 602 cm3). Ouvert, un demi carter ayant été retiré, avec son cylindre et son piston, on aperçoit le vilebrequin avec une bielle libre, et en dessous, l'arbre à cames commandés par l'engrenage. Le disque plat en bas dépassant du carter est la crépine de la pompe à huile.

### Constitution mécanique
Le bloc-moteur est en aluminium. Il s'ouvre en deux parties quasiment symétriques. Le vilebrequin est constitué de cinq pièces en acier frettées incluant les bielles (liées par la tête aux manetons). De fait, l'embiellage est indémontable. Les culasse en alliage léger sont à chambres hémisphérique, soupapes en tête disposées en « V ».
Les deux cylindres en fonte sont pris en sandwich entre le carter et leur culasse, fixée par trois goujons. N'ayant pas de circuit d'eau à isoler, il n'y a pas de joint de culasse. Un dispositif à reniflard maintient la pression interne du moteur à une valeur inférieure à la pression atmosphérique, ce qui participe à l'étanchéité de l'ensemble.
Son alésage étant de diamètre toujours supérieur à la course des pistons, à l'exception du 375 cm3, il entre dans la catégorie des moteurs dits super-carrés.

### Distribution
La distribution est obtenue par arbre à cames en bas du moteur, entraîné par des pignons. Il est synchronisé au vilebrequin par un engrenage avec rattrapage de jeu. Les soupapes (deux par cylindre) sont commandées via des poussoirs puis des tiges agissant sur les culbuteurs.

### Alimentation
L'alimentation se fait par carburateur à l'essence ordinaire, puis au « Super » pour les 435 et 602, et au « sans plomb » (d’abord sur certains marchés export puis au plus tard en 1987 selon les versions)

### Refroidissement et lubrification
Le moteur est lubrifié par circulation forcée d'huile. La pompe est en bout d'arbre à cames et un radiateur d'huile frontal extérieur placé au-dessus dans l'axe du moteur constitue le dispositif de refroidissement avec les ailettes des cylindres.
Le refroidissement est direct à air pulsé par une turbine de quatre à neuf pales en tôle ou en plastique selon les époques, placée directement en bout d'arbre moteur ; des carénages en tunnel de tôles canalisent l'air pulsée sur les ailettes des cylindres. L'évacuation de l'air chaud peut se faire, directement à l'extérieur par des manchons souples dans les ailes avant, ou bien, solution retenue pour le chauffage, vers l'habitacle grâce à des volets dans deux boites de dérivations commandés par tirettes.

### Échappement
La ligne d'échappement diffère selon les modèles et contribue pour beaucoup au bruit si caractéristique des 2 CV. Sur les premiers modèles avec le 375 et le 425 cm3, la ligne d'échappement est très courte et se termine sous la boîte de vitesses par un pot silencieux transversal (appelé « deux-en-un ») et relié directement aux sorties des cylindres.
Sur les modèles plus récents, la ligne se prolonge jusqu'à l'arrière du véhicule, en passant par un pot de détente latéral à gauche, réduisant le bruit. La sortie finale est devant la roue arrière gauche pour les fourgonnettes 2 CV, Méhari et Acadiane, ou reportée à l'arrière du véhicule derrière la roue pour les autres modèles. Les dernières 2 CV d'exportation pour l'Allemagne ont été munies de catalyseurs type moto (un par cylindre) pour satisfaire aux normes en vigueur dans ce pays.

### Allumage

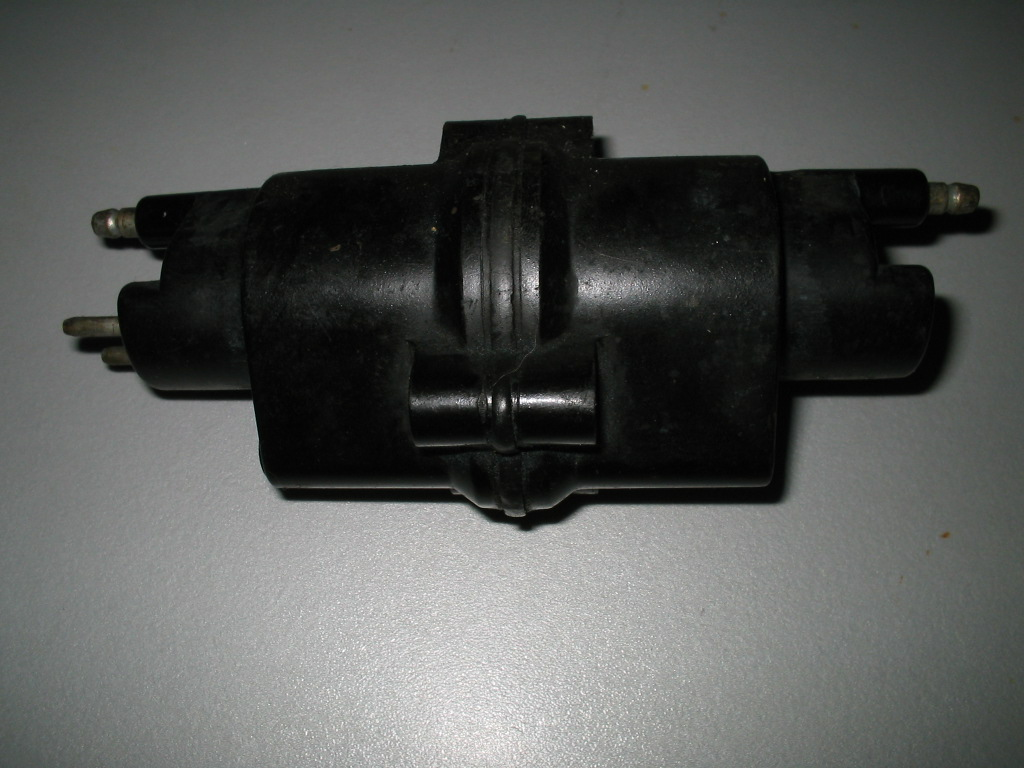
Bobine d'allumage type moteurs 435 et 602 cm3. À gauche, les bornes du circuit primaire (plus petites) et de part et d'autre, les deux connexions des fils de bougie (circuit secondaire, haute tension).

L'allumage, dit jumostatique, est dans l'esprit de la simplicité annoncée. Alors qu'un multicylindre exige un dispositif de distribution de l'allumage, pour ce moteur, il a été employé un allumage simultané des deux bougies. Une étincelle est commandée à chaque tour du vilebrequin dans les deux chambres de combustion, un cylindre étant alors au point mort haut de compression, déclenchant le temps moteur, l'autre en opposition de phase, tombant en fin d'échappement. Ceci simplifie la commande qui s'apparente à celle d'un monocylindre. En l'occurrence, elle est assurée par une came à deux bossages en bout de l'arbre à cames et agissant sur un rupteur. La bobine à deux sorties haute tension est alors raccordée aux deux bougies.
Le système de commande par rupteur a une durée de vie d’environ 20 000km. On devait alors remplacer le rupteur et le condensateur, le tout se trouvant dans un boîtier derrière le ventilateur et nécessitant un peu moins d'une heure de travail.
Aujourd'hui, de nombreux fournisseurs proposent des dispositifs d’allumage électronique, soit en remplaçant globalement le dispositif à rupteur et condensateur, soit en assistant la génération d'étincelle. L'une ou l'autre des solutions apportant une plus grande fiabilité de fonctionnement et offrent une étincelle plus vive.
Un système encore plus « évolué » est également commercialisé, visant toujours à remplacer le système d'origine, et qui intègre en plus la prise en compte de la pression absolue dans le collecteur d'admission, visant ainsi à améliorer encore la précision du système d'allumage.
Ces modèles s'intègrent, au sein du moteur, à la place du boîtier d'allumage d'origine.

Schéma électrique du dispositif d'allumage.

### Emploi des moteurs
| Cylindrée                                                                                       | 375 cm3                                                 | 425 cm3 | 425 cm3                                         | 435 cm3 | 602 cm3                                                      | 602 cm3 | 602 cm3 | 602 cm3                                                     | 652 cm3                                           | 652 cm3                                                      |                                                                                    |
| ----------------------------------------------------------------------------------------------- | ------------------------------------------------------- | --- | ----------------------------------------------- | --- | ------------------------------------------------------------ | --- | --- | ----------------------------------------------------------- | ------------------------------------------------- | ------------------------------------------------------------ | ---------------------------------------------------------------------------------- |
| Puissance fiscale                                                                               | 2 CV                                                    | 2 CV | 2 CV                                            | 2 CV | 3 CV                                                         | 3 CV | 3 CV | 3 CV                                                        | 4 CV                                              | 3 CV (nouveau couple conique de BV) Reste en 4CV en VU       |                                                                                    |
| Type (et plaques variantes)                                                                     | A AU                                                    | A53 (AZ, AZM, AZC) | A79/0 (AYA)                                     | A79/1 (AYA2) | M2? M4 (AM ou AK)                                            | M28/1 (AK2, A06/635, AM2A) | M28 (AM2, R06/627)                                                                                           | M28/1 export (A06/644)                                      | M29? (V06/630)                                    | M29? (V06/644)                                               | M29? (V06/665)                                                                     |
| Alésage × course (en mm)                                                                        | 62 × 62                                                 | 66 × 62 | 66 × 62                                         | 68,5 × 59 | 74 × 70                                                      | 74 × 70 | 74 × 70 | 74 × 70                                                     | 77 × 70                                           | 77 × 70                                                      | 77 × 70                                                                            |
| Rapport volumétrique                                                                            | 6,2                                                     | 6,2 puis 7 dep fin55 puis 7,5 dep 63 | 7,5 puis 7,75                                   | 8,5 | 7,5 puis 7,75                                                | 8,5 | 9 | 7,9                                                         | 9                                                 | 9,5                                                          | 8,4                                                                                |
| Puissance max                                                                                   | 9 ch SAE                                                | 12 ch, 13,5 ch, 18 ch SAE | 21 ch SAE                                       | 24 ch DIN | 28 ch SAE (M4 type AM) ou 26 ch SAE (AK)                     | 26 ch DIN (AK2) 29 ch DIN (A06/635) 31 ch DIN (AM2A) | 32 ch DIN | 28 ch DIN                                                   | 35 ch DIN                                         | 34,5 ch DIN                                                  | 33 ch DIN                                                                          |
| Régime à Pmax                                                                                   | 3 500 tr/min                                            | 4 000 tr/min | 5 450 tr/min                                    | 6 750 tr/min | 5 000/4 500 tr/min                                           | 5 500/5 750/5 750 tr/min | 5 750 tr/min                                                                                                 | 5 750 tr/min                                                | 5 500 tr/min                                      | 5 500 tr/min                                                 | 5 250 tr/min                                                                       |
| Masse                                                                                           |                                                         | |                                                 | | 66 kg                                                        | 66 kg | 66 kg | 66 kg                                                       |                                                   |                                                              |                                                                                    |
| Carburateur (types pouvant être identiques, mais variantes précises dédiées selon la cylindrée) | Solex 22 Z ACI (inversé)                                | Solex 26 BCI, 28 ICB ou CBI, Zénith 28 IN | Solex 32 PICS ou PCIS                           | Solex 34 PICS ou PCIS | Solex 30 PBI puis PICS (M2 et AK) Solex 40 PICS ou PCIS (AM) | Solex 34 PICS ou PCIS pour AK2, Solex 26-35 CSIC ou SCIC pour A06/635, CSIC seul pour AM2A | Solex 26-35 CSIC ou SCIC                                                                                     | Solex 26-35 CSIC                                            | Solex 26-35 CSIC                                  | Solex 26-35 CSIC, Weber 32/34 DMTC W120-50 en 2e possibilité | Weber 32/34 DMTC W120-50                                                           |
| Années                                                                                          | 1949-1955                                               | Septembre 1954-février 1970 | Août 1967-Août 1972                             | Mars 1968-septembre 1979 | Avril 1961-octobre 1968                                      | mai 1968-juillet 1990 | mai 1968-1983                                                                                                | juillet 1985 RFA-Autriche puis octobre 1986 Suisse -1990    | 1978- juillet 1982                                | Juillet 1982-1988                                            | Juillet 1985 RFA-Autriche - 1988                                                   |
| Particularité(s)                                                                                | Hélice métal 8 pales puis 4 pales à partir de juin 1953 | Hélice métal 6 pales. Sur le 18ch, le collecteur admission/échappement devient à 8 trous de fixation au lieu de 6 sur les précédentes versions | Hélice plastique 8 pales                        | Pas de filtre à huile ni de mano- contact de pression d'huile, grille de ventilateur trois branches, hélice plastique 8 pales courtes, cache culbuteurs en tôle | Pas de filtre à huile, hélice plastique 8 pales              | Filtre à huile interne depuis nov69 puis extérieur depuis nov70, AK2 = carbu simple-corps sans air pulsé, A06/635 = identique AK2 mais double corps, AM2A = identique A06 + air pulsé. hélice plastique 8 pales puis 9 depuis octobre 1970 | Idem M28/1 côté filtre à huile et hélice. Air d’admission pulsé par prise sur collecteur de refroidissement. | dérivé A06/635 adapté carburant SP91 mini/ordinaire 89 mini | Allumage électronique, air pulsé jusque juin 1980 | Allumage électronique                                        | Allumage électronique, dérivé V06/644 adapté carburant SP91 mini/ordinaire 89 mini |
| Véhicules concernés                                                                             | 2CV A et AU                                             | 2 CV AZ et AZU | Dyane : AYA, 2cv uniquement AZU jusqu’en août72 | 2 CV4 : AZA2 puis AZKB Dyane 4 : AYA2, 2cv AZU-B puis AKAP | Ami 6 2CV AZAM 6 Dyane 6 : AYA3 jan68 à oct68, AK350         | 2 CV : AKB, 2cv6 AZKA AK400(AKAK) AK2 de fev70 à juillet 78 puis A06/635 Dyane 6 : AYB oct68 à fev70, Méhari AK2 de mai68 à juillet78 puis A06/635, AM2A est dédié Acadiane, parfois de méhari espagnoles                                  | Ami6 depuis mai68 puis ami8, et Dyane 6 depuis fev70                                                         | 2cv6 export                                                 | Visa, LNA, Oltcit Spécial                         | Visa, LNA                                                    | Visa export type VDVF                                                              |
| Vitesse max                                                                                     | 65 km/h                                                 | 70 à 80 km/h | 95 km/h                                         | 105 km/h | 105 km/h                                                     | 110 km/h | 125 km/h | 115 km/h                                                    | 130 km/h                                          | 130 km/h                                                     |                                                                                    |

## Variantes
- Moteur boxer série G (4-cylindres de GS/GSA, Ami Super et Axel).
- Moteur de Visa et LNA (652 cm3)[4].
- Montage sur les motos MF.